# 1,2,3,4-テトラヒドロキノリン
1,2,3,4-テトラヒドロキノリン（英: 1,2,3,4-Tetrahydroquinoline）は、化学式C9H11Nで表される複素環式化合物の一種。ベンゼン環とピリジン環が一辺を共有して縮合したキノリンのうち、ピリジン環が飽和水素結合した構造である。

## 用途
香料などの合成中間体となる。

## 合成
触媒を用いてキノリンを還元すると、ベンゼンに比べピリジンの芳香環の方がより求核反応を受けやすいため、1,2,3,4-テトラヒドロキノリンが得られる。5,6,7,8-テトラヒドロキノリンを得るには、1,2,3,4-テトラヒドロキノリンを貴金属触媒で異性化する。

## 安全性
引火点は113℃で、日本の消防法では危険物第4類第3石油類（非水溶性）に区分される。